# Anathallis reptilis
Anathallis reptilis är en orkidéart som först beskrevs av Carlyle August Luer och Stig Dalström, och fick sitt nu gällande namn av Carlyle August Luer. Anathallis reptilis ingår i släktet Anathallis och familjen orkidéer. Inga underarter finns listade i Catalogue of Life.